# 六班
六班，為清朝皇宮侍衛輪值宿衛、門禁管制之制度，並由進六班之王公大臣於夜間巡視稽查。

## 六班值宿
侍衛處侍衛，分為六班，更替輪值。每班再分為兩翼：鑲黃旗為左翼，正黃旗為右翼，正白旗一半為左翼，一半為右翼，於各處值班：
乾清門、內左右門值班（內班）：每班每翼為侍衛班領2員、署班領2員、侍衛30員。
中和殿值班（外班）：每班每翼為散秩大臣1員、侍衛親軍10名。
太和殿值班（外班）：每班每翼為侍衛什長3員、侍衛親軍30名。
外班以領侍衛內大臣1員總統，內大臣、散秩大臣2員隨班入值，並有八旗前鋒營、八旗護軍營一同分班守衛。
紫禁城其他各處按日分班，丑、未日為鑲黃旗第一班，寅、申日為鑲黃旗第二班，己、亥日為正黃旗第一班，子、午日為正黃旗第二班，卯、酉日為正白旗第一班，辰、戌日為正白旗第二班，各輪番值宿：
景運門值班：值班大臣1員、司鑰長1員、主事1員、護軍校2員、傳籌護軍校1員、門筆帖式1員、閱門籍護軍6名、護軍18名，傳籌護軍9名。
隆宗門值班：印務參領1員、護軍參領1員、護軍校2員、傳籌護軍校1員、門筆帖式1員、閱門籍護軍1名、護軍18名、傳籌護軍9名。
後左門、後右門：護軍參領各1員、護軍校各2員、門筆帖式各1員、閱門籍護軍各1名、護軍各13名。
中左門：護軍參領1員、護軍校1員、閱門籍護軍2名、護軍9名。
中右門：前鋒參領1員、前鋒校1員、閱門籍護軍2名、前鋒9名。
左翼門、右翼門：護軍參領各1員，護軍校各1員、閱門籍護軍各1名、護軍各9名。
體仁閣、弘義閣、昭德門、貞度門、協和門、熙和門：護軍校各1員、護軍各9名。
午門：護軍參領1員；左門：閱門籍護軍2名；左右門：護軍校各2員，護軍各13名。
東華門、西華門、神武門：護軍參領各1員、護軍校各2員、閱門籍護軍各2名、護軍各18名。
蒼震門、啟祥門：護軍參領各1員，護軍校各2員、閱門籍護軍（蒼震門2名、啟祥門1名）、護軍各13名。
中正殿正門、後門、東北隅、東南隅：護軍校各1員、護軍各9名。
吉祥門西北隅：護軍參領各1員、護軍校各1員、護軍各9名。
文華門：護軍校1員、護軍9名。
茶膳房：護軍參領1員、護軍校1員、護軍10名。
箭亭：護軍校1員、護軍9名。
銀庫門、內銀庫：護軍參領各1員、護軍校各1員、護軍各9名。
內東小庫、西小庫：護軍校各1員、護軍各4名。
壽康宮長庚門、西南門：護軍參領各1員、護軍校各1員、護軍各9名；壽康宮西隅：護軍校1員、護軍9名。
寧壽宮寧壽門、皇極門、斂禧門、錫慶門、履順門、蹈和門、保泰門、茶膳房、東北隅、西北隅：護軍參領各1員、護軍校各1員、護軍各9名。
紫禁城四門內磴道、柵欄：護軍校各1員、護軍各9名。
北上門：護軍校1員、護軍9名。
火班：護軍校1員、護軍7名。
火班於火警時集合，由值班之護軍統領、司鑰長於左翼門等處護軍每門調2人，共46人協同內務府值班官兵等候派遣。
宮門以外五門及紫禁城外周圍，都用下五旗護軍，每旗各二日輪班值宿，隸屬於景運門的值班大臣，由大臣巡視稽察。

## 進六班
紫禁城每天夜間由王公、領侍衛內大臣、內大臣、部院大臣、都統、護軍統領等5人入宮進班，又稱進六班，負責巡察各處值宿的侍衛、章京、護軍，如發現有值班官兵有曠職、打嗑睡者，便會同領侍衛內大臣參奏治罪。乾隆四十七年（1782年）十一月十三日上諭：「自二更起至五更止，進班之領侍衛內大臣不時巡察該管侍衛親軍，護軍統領不時巡察該管章京、護軍校、護軍。至外圍之各堆撥，著進六班之王大臣等輪流不時巡察」，皇帝將不時加派御前侍衛、乾清門侍衛暗中巡察，如查出曠班及貪睡者，將該管進班大臣一併治罪。進班並可依正、補分為正進六班、補進六班。